# Vitreolina yod
Vitreolina yod är en snäckart som först beskrevs av Carpenter 1857.  Vitreolina yod ingår i släktet Vitreolina och familjen Eulimidae. Inga underarter finns listade i Catalogue of Life.